# 弗雷什沃特 (加利福尼亞州洪堡縣)
弗雷什沃特（英語：Freshwater）是位於美國加利福尼亞州洪堡縣的一個非建制地區。該地的面積和人口皆未知。

## 地理
弗雷什沃特的座標為40°45′41″N 124°03′42″W / 40.76139°N 124.06167°W，而該地的平均海拔高度為28米（即92英尺）。